# Jean-Michel Gathy

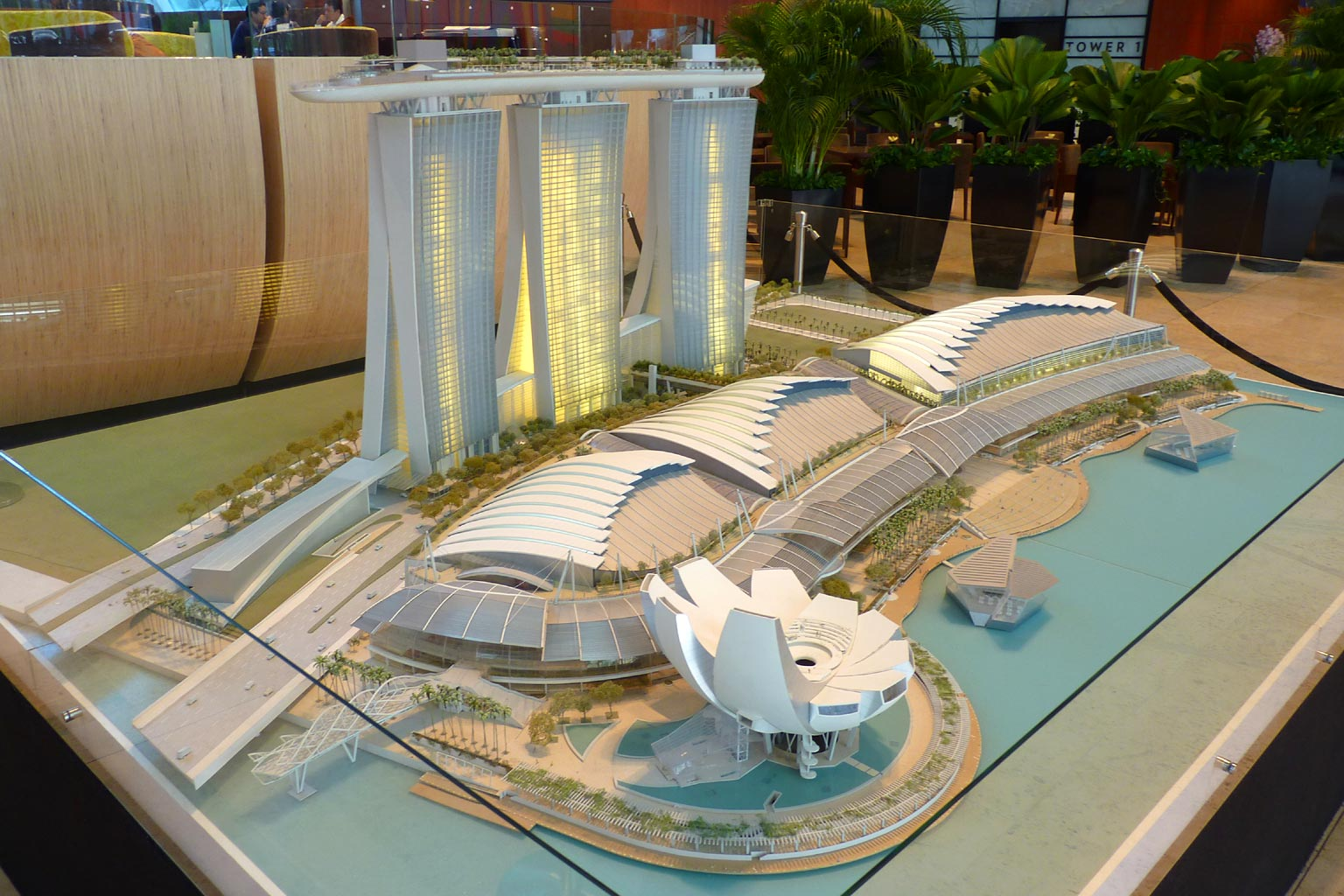
Maquette du Marina Bay Sands avec, au sommet de ses trois tours, la piscine de 150 mètres de large.

Jean-Michel Gathy est un architecte belge vivant en Malaisie. Il est spécialisé dans la création ou rénovation d'hôtels de luxe tel le Marina Bay Sands à Singapour, projet pharaonique où il crée la piscine de 150 mètres ainsi que de nombreux autres projets, essentiellement en Asie (par exemple, le Four seasons de Bangkok, inauguré en 2020). 

## Biographie
Jean-Michel Gathy est né à Bruxelles et élevé à Liège dans une fratrie de 4 enfants. Tout petit, il est passionné de voyages et de géographie : « à sept ans, je ne faisais qu'étudier l'atlas du monde. […] À neuf ans je connaissais déjà 162 pays » dit-il. Il arrive à Bangkok après son diplôme d'architecte obtenu à Liège en 1978, pour un petit travail.
Après avoir habité dans différents pays d'Asie, il fonde en 1983 son cabinet, « Denniston Architects », à Hong Kong puis part s'installer en Malaisie. L’architecture de l’hôtellerie de luxe et les boutique-hôtels sont à l'époque une niche. Il travaille sur les réaménagements de magasins de luxe et de banques. Il se réfère à l'architecte Geoffrey Bawa et à l'« architecture tropicale ».
Le premier projet pour lequel il travaille un peu par hasard est l’Amanwana Aman Resort en Indonésie, en 1989 à la suite d'une rencontre avec Adrian Zecha (en), fondateur du groupe Aman : « j'étais encore un débutant, il m'a laissé ma chance » précise l'architecte. Dans les années suivantes, il réalise plusieurs établissements pour lui, tels l'Amanwana et ses bungalows, des constructions semi-permanente étant donné l'interdiction de construire, sur l'île de Moyo en Indonésie, ouvert en 1993, l'une de ses réalisations préférées, ; l'Aman Canal Grande à Venise avec 24 chambres dans un bâtiment classé du sol au plafond ; l'Amanoi au Vietnam ; l'Aman Sveti Stefan au Monténégro ; la quarantaine de villas de l'Amanyara, sur l'île de Providenciales (Turques-et-Caïques) ; l'Aman au sein du Summer Palace, en Chine à Beijing en 2008 ; ou encore l'Aman New York avec ses 83 chambres et suite, une piscine de 25m de longueur, prévu pour 2020 à l'angle de la 5e Avenue et de la 57e Rue et inauguré en août 2022. Au total, une dizaine de projets.
Dès le départ, sa proximité avec le groupe hôtelier Aman lui ouvre les portes d'autres entreprises. Il est aussi, durant sa carrière, sur des projets aux États-Unis comme le Setai (en) à Miami ou du Viceroy à Snowmass Village dans le Colorado. En 2010 ouvre le Marina Bay Sands où il conçoit la plus grande piscine du monde à une hauteur de 200 mètres,,. Il se voit également confier des projets par Giorgio Armani (l'Armani Hotel à Milan en 2011), ou par Bernard Arnault et le Cheval Blanc Randheli sur l’atoll de Noonu aux Maldives,.

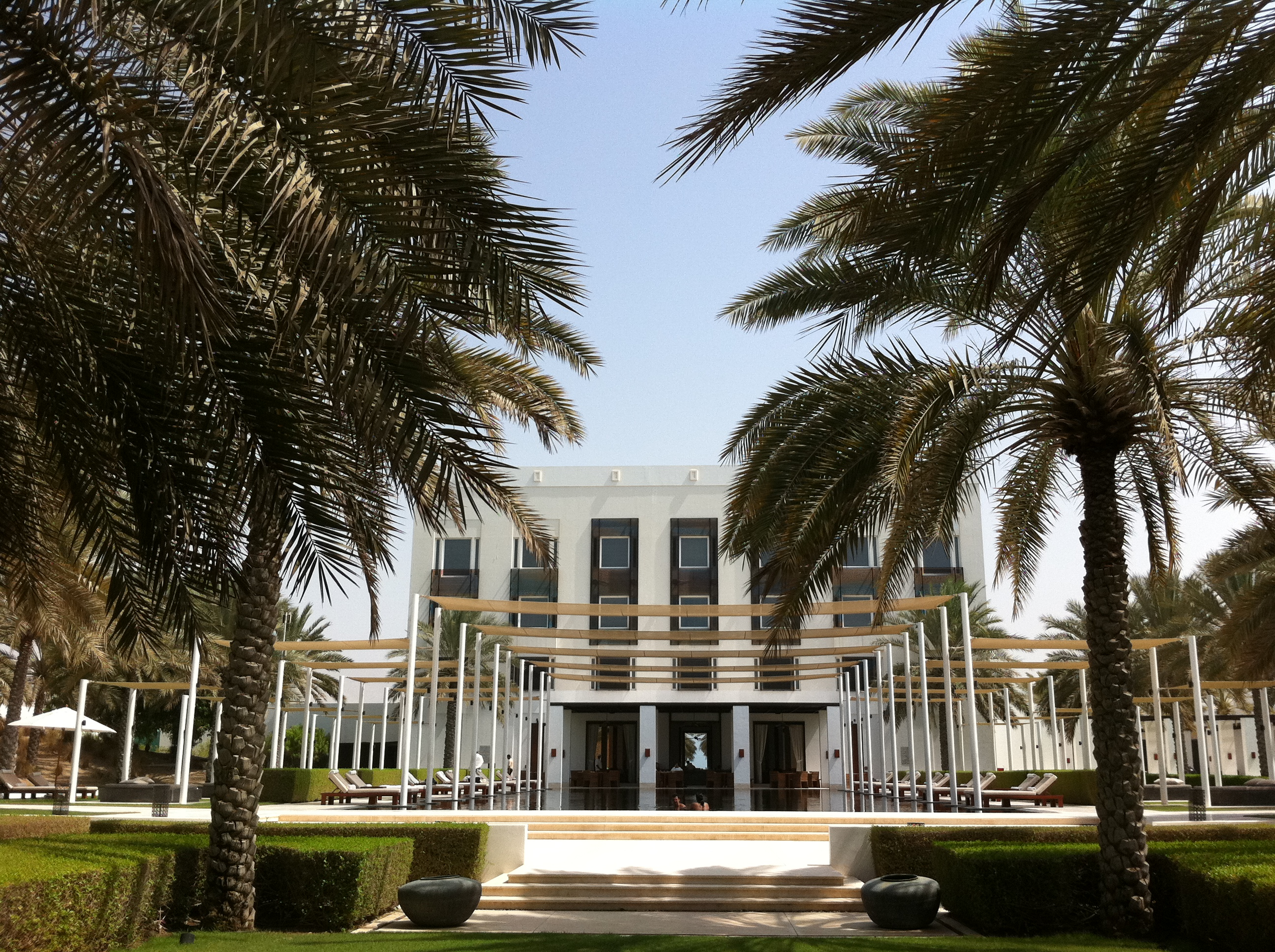
à Oman.

Entouré d'une équipe de plus d'une centaine de personnes répartie dans une vingtaine de pays, il ne touche pas à l'ordinateur et dessine à la main,. L'agence ne répond pratiquement jamais à aucun concours. Très actif, il précise : « Je travaille dix-huit heures par jour, y compris la nuit, car j'ai en permanence une trentaine de projets en cours ». Son style fait de superlatifs reste très luxueux, très grand mais très discret : « j'aime le glamour, le grandiose » précise-t-il.

## Autres réalisations
Jean-Michel Gathy précise avoir dessiné 400 projets d'hôtels, dont certains n'ont pas abouti. Parmi ceux notables réalisés ou à venir :
- The Chedi Andermatt & Residences, un 5 étoiles dans les Alpes suisses à Andermatt dont la pose de la première pierre se fait en 2010 puis ouvre en 2013[12]. C'est le seul hôtel à l'enseigne Chedi en Europe[13].
- The Chedi Muscat (es) à Oman avec 158 chambres[6]
- Como Point Yamu à Phuket en Thaïlande[14].
- Les villas du One&Only Reethi Rah, à Kaafu aux Maldives avec ses hamacs et son restaurant au-dessus de l'eau[5], 130 chambres sur une île qui faisait à l'origine seulement 5 hectares[6] ; élu trois fois meilleur hôtel du monde[3].
- Nizuc Resort & Spa à la décoration asiatique, appartenant à Brisas Hotels and Resorts (en), à Cancún au Mexique[14].
- St Regis Lhasa Resort à Lhassa au Tibet avec 165 chambres, l'un des plus hauts hôtel du monde avec sa piscine plaquée or[14].
- Fuchun Resort à Hangzhou en Chine[14],[15].
- Park Hyatt Sanya Sunny Bay Resort avec 250 chambres sur l'île de Hainan en Chine[3],[6]
- Capella Sanya, également sur l'île de Hainan, prévu pour 2019[8].
- Andaz SunnyBay à Sanya sur la même île, prévu la même année[8]
- Four Seasons Bangkok prévu pour 2019[8] (ouvert en 2020).
- Mandarin Oriental Bali avec 91 villas, prévu pour 2019[8].
- Amaala, un projet vers la mer Rouge, porté par le prince héritier Mohammed ben Salmane Al Saoud, comprenant un aéroport, 2 500 chambres et de multiples équipements, prévus pour 2023[1].
- Hôtel Janu, à Tokyo, pour le groupe Aman[16]